# Demet Gül
Demet Gül (ur. 15 lipca 1982 w Stuttgarcie) – turecko-niemiecka aktorka.

## Życiorys
Ukończyła studia teatralne w szkole Otto Falckenberg w Monachium, po czym występowała w teatrze i operze. Jej debiut pozateatralny miał miejsce w 2011 roku, gdy zagrała w filmie Almanya – Witajcie w Niemczech. Polskim widzom znana jest z roli Tuval w serialu Miłosne potyczki.

## Filmografia
| Rok       | Tytuł                          | Rola                       |
| --------- | ------------------------------ | -------------------------- |
| 2011      | Almanya – Witajcie w Niemczech | młoda Fatma                |
| 2011      | Lovelab                        | asystentka                 |
| 2012-2018 | Mordkommission Istanbul        | Nihan Oktay / Buket        |
| 2013      | Einmal Hans mit scharfer Soße  | Abla Coscun                |
| 2014      | A Quintet                      | Leyla                      |
| 2014      | Notruf Hafenkante              | Ayla Ögül                  |
| 2015      | 8 Seconds                      | Sevgi                      |
| 2015      | Eglendirme dairesi             |                            |
| 2014-2015 | Ulan Istanbul                  | Masuka                     |
| 2016      | NSU: Brutalni zabójcy          | Fadime                     |
| 2016      | Küçük Esnaf                    | Yataktaki Adamin Sevgilisi |
| 2016      | Müthis Bir Film                |                            |
| 2016-2017 | Miłosne potyczki               | Tuval                      |
| 2017      | Maide'nin Altin Günü           | Sevda                      |
| 2018      | Keske Hiç Büyümeseydik         | Sennur Handiri             |
| 2018      | Dünya Hali                     | Türkan                     |
| 2018-2019 | Arka Sokaklar                  | Meryem                     |